# 広島商工会議所
広島商工会議所（ひろしましょうこうかいぎしょ、英語: The Hiroshima Chamber of Commerce and Industry）は、主に広島県広島市内において営業している商工業者・団体で運営されている商工会議所。

## 概要
神戸、名古屋、岐阜に次いで、東京および大阪と同日に認可をうけた日本の中でも初期から活動している商工会議所である。「青年会」および「女性会」の他に、広島市は日本有数の支店経済都市であることから「支店長会」という珍しい組織もある。
広島市の中区、西区、南区、東区（温品、上温品、馬木、福田地区を除く）、安芸区阿戸町を対象とする。
2021年（令和3年）10月末現在の会員数は、9043会員。

## 沿革
- 1890年（明治13年）
  - 9月12日 : 商業会議所条例が公布。
  - 11月 : 認可申請を提出[1]。
- 1891年（明治24年）1月12日 : 「広島商業会議所」認可[1]。本所を大手町に置く[2]。
- 1907年（明治40年） : 本所を猿楽町（現大手町1丁目）に新築移転[2]。
- 1915年（大正4年） : 本所の南に「広島県物産陳列館（現原爆ドーム）」竣工。
- 1928年（昭和3年） : 商工会議所法施行を受け、「広島商工会議所」に改称[2]。
- 1936年（昭和11年）4月 : 本所を基町に新築移転[2]。
- 1943年（昭和18年）3月 : 商工経済会法公布を受け商工会議所解散、県単位の「広島県商工経済会」に改組[2]。
- 1945年（昭和20年）8月6日 : 広島市への原子爆弾投下。
- 1946年（昭和21年）
  - 9月 : 商工経済会解散[2]。
  - 10月20日 : 「社団法人広島商工会議所」を設立[1]。
- 1953年（昭和28年）8月 : 商工会議所法制定を受け、「認可法人広島商工会議所」に改組。
- 1965年（昭和40年）10月1日 : 本所建て替え。
- 2027年 (令和9年)  : 高層ビルに転居予定[3]。

## 主要人事

### 役員
2021年5月現在。
|          | 氏名       | 出身                     | 備考 |
| -------- | ---------- | ------------------------ | ---- |
| 会頭     | 池田晃治   | 広島銀行代表取締役会長   |      |
| 副会頭   | 小飼雅道   | マツダ代表取締役会長     |      |
| 副会頭   | 重藤隆文   | 中国電力代表取締役副社長 |      |
| 副会頭   | 椋田昌夫   | 広島電鉄代表取締役社長   |      |
| 副会頭   | 宗兼邦生   | フレスタ代表取締役社長   |      |
| 副会頭   | 佐々木猛   | 広島魚市場代表取締役社長 |      |
| 専務理事 | 植野実智成 |                          |      |

### 歴代会頭
- 1891年 - 1892年 栗村信武[4]
- 1893年 - 1903年 桐原恒三郎[4]
- 1903年 - 1915年 早速整爾 衆議院議員[4]
- 1915年 - 1921年 高坂萬兵衛 高坂燐寸[4]
- 1921年 - 1925年 松浦秦次郎 広島瓦斯電軌[4]
- 1925年 - 1926年 藤田一郎 藤田組[4]
- 1926年 - 1929年 熊平源蔵 熊平商会[4]
- 1929年 - 1933年 森田福市[4]
- 1933年3月 - 1933年8月 守屋義之 広島電気[4][5]
- 1933年8月 - 1933年10月 山縣元兵衛[4][5]
- 1933年10月 - 1937年 山崎吾一[4][5]
- 1937年 - 1939年 森田福市[4]
- 1939年 - 1940年 柳父昌一 芸備銀行[4]
- 1940年 - 1941年 勝盛達之助[4]
- 1941年 -  田中好一 山陽木材防腐[4]
- 藤田定市 藤田組
- 中村藤太郎
- 白井市郎 中国醸造
- 1964年 - 1968年 河村郷四 東洋工業
- 1968年 - 1969年 山本正房 中国新聞
- 1969年 - 1973年 : 村田可朗 中国電力
- 1973年 - 1976年 : 山田克彦 広島銀行
- 1976年 - 1982年 : 山内敕靖 広島ガス
- 1982年 - 1985年 : 中野重美 中国電気工事
- 1985年 - 1988年 : 山崎芳樹 マツダ
- 1988年 - 1999年 : 橋口収 広島銀行
- 1999年 - 2004年 : 池内浩一 中電工
- 2004年 - 2007年 : 宇田誠 広島銀行
- 2007年 - 2010年 : 大田哲哉 広島電鉄
- 2010年 - 2019年 : 深山英樹 広島ガス
- 2019年 - 現在 : 池田晃治 広島銀行

## 本所

### 初期
開所準備にあたり、市内中心である中島本町に事務所をおいた。のち正式開所した後は大手町の商工供楽部内に置く。ただ広島が急速に発展していく中で手狭となったことから新築移転することになった。

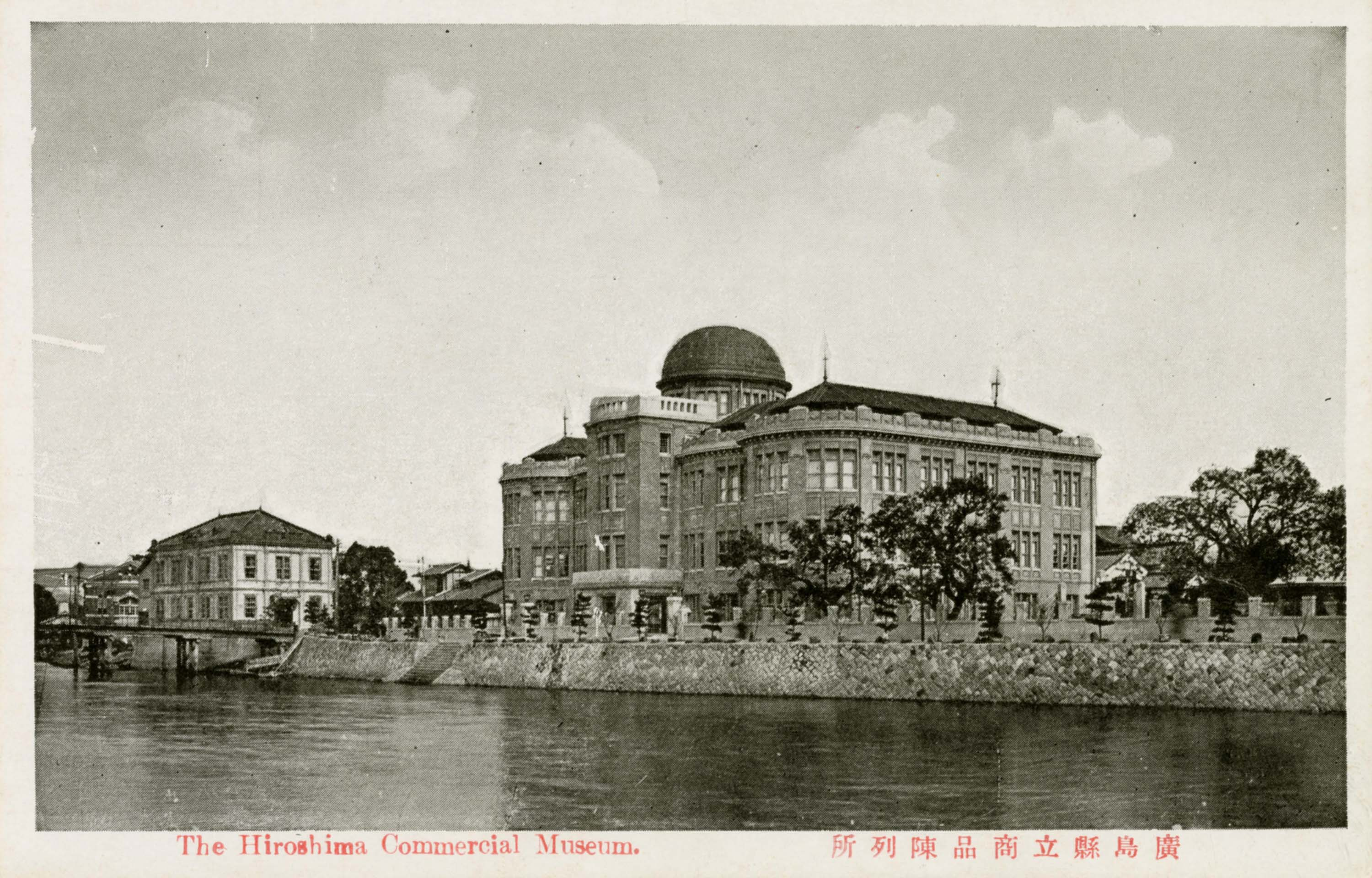
商工会議所（左）と県商品陳列所（中央）の絵葉書。下の文字表記および商工会議所の状況から、1921年から1924年頃と推定される。

1907年（明治40年）、猿楽町（現大手町1丁目）の元安川縁の相生橋袂の旧陸軍倉庫跡に、木造2階建として新築移転した。のち1924年（大正13年）、本所北側に鉄筋コンクリート構造の建物を増築する。
なお、当時本所の南に広島県物産陳列館（現原爆ドーム）が建てられているがこれは県所有のものであり、商工会議所はそれとは別に1926年（大正15年）広島駅前に「広島特産品陳列即売所」を建てている。
広島市の都市化に伴い商工会議所の業務が拡大し本所が手狭となっていったことから、本所の新築移転が決まり、1936年（昭和11年）本所は日本赤十字社広島支部に売却された。

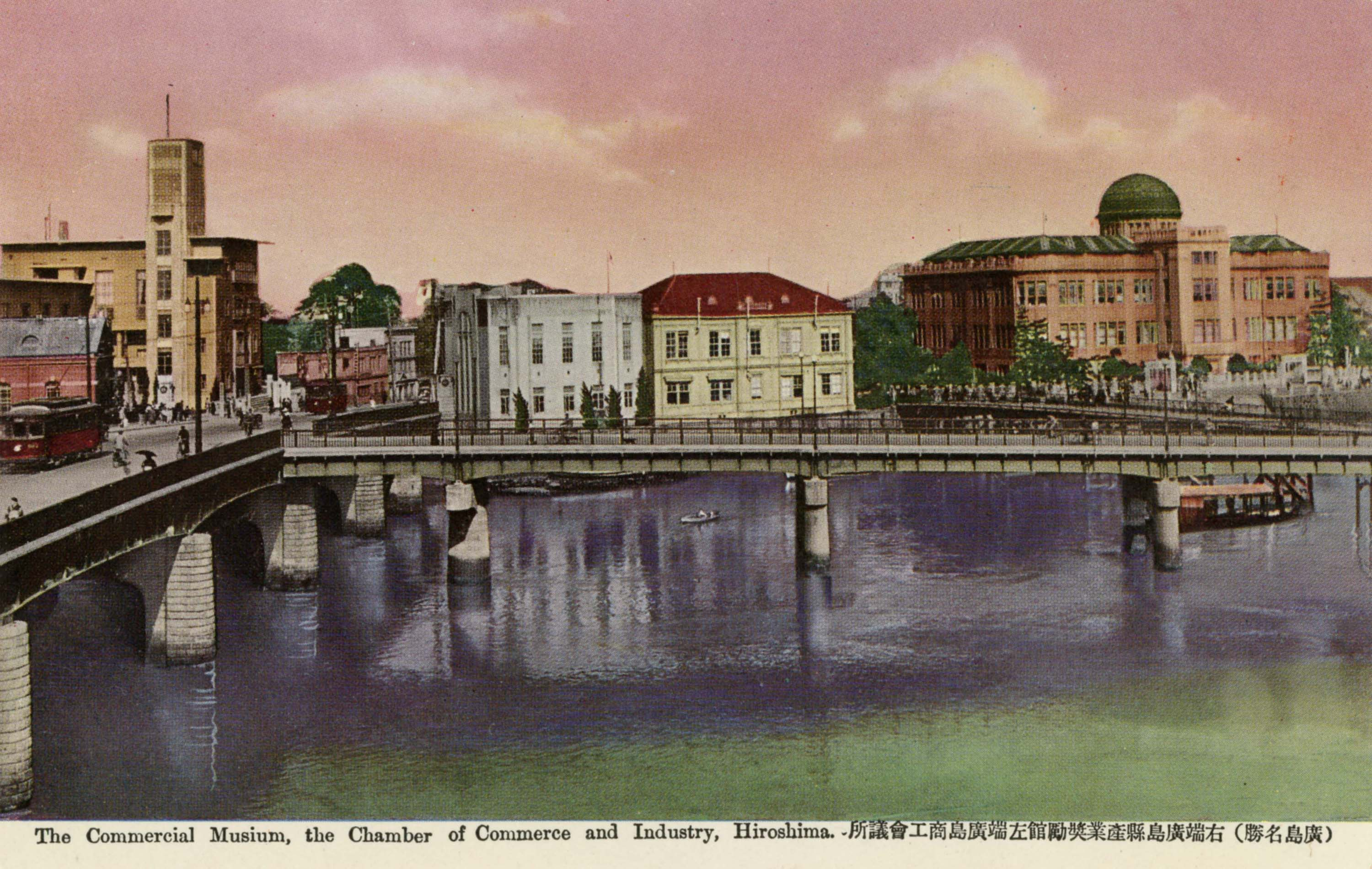
昭和初期の絵葉書。中央が旧商工会議所、当時は日本赤十字社広島支部。左に建替後の商工会議所が見える。
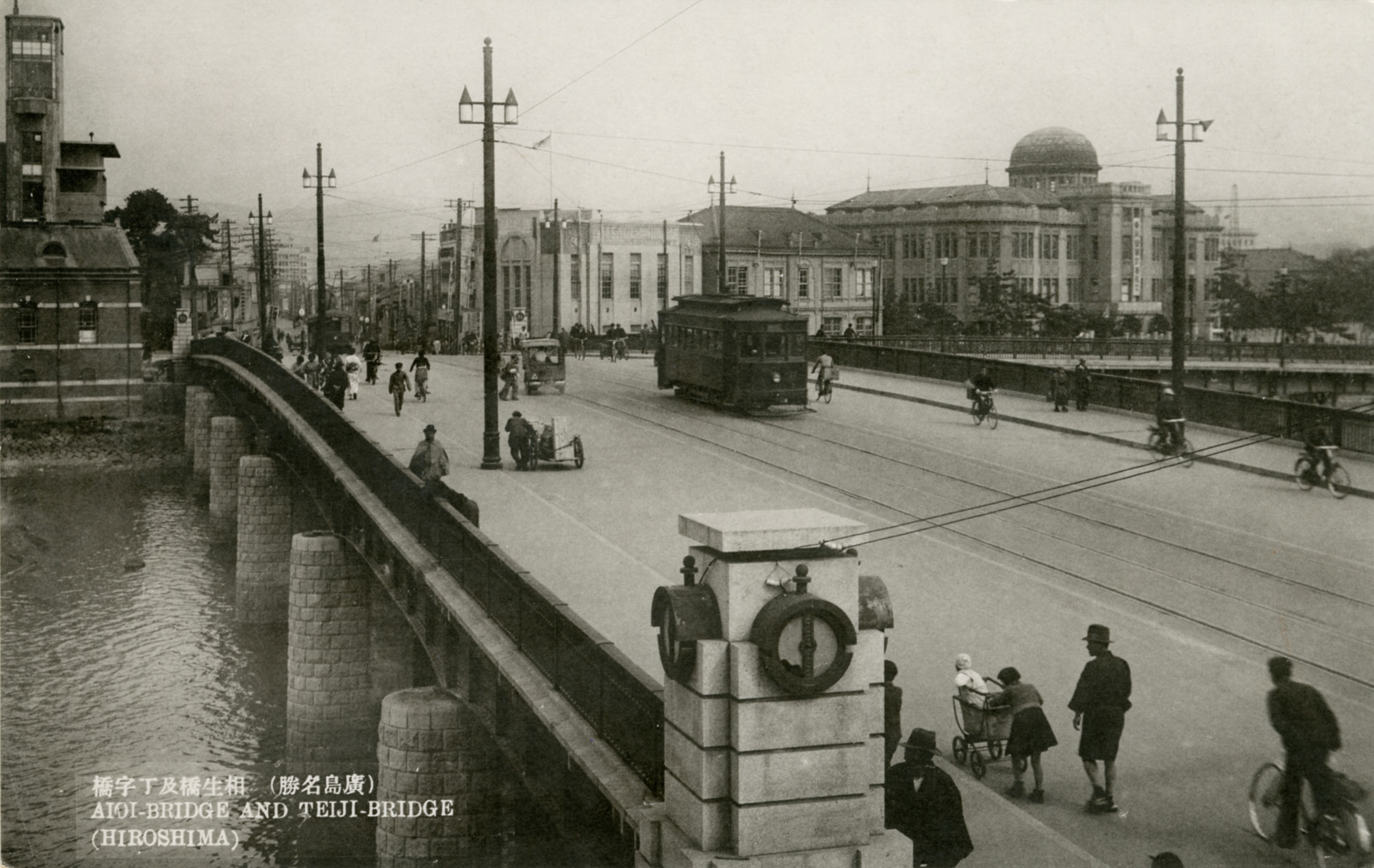
1938年。

### 三代目
1933年7月、改築調査委員会を設置、相生通りを挟んだ北にあった招魂社（広島護国神社）の跡地を購入し、そこへ新築移転することに決定した。
当初は今井兼次が設計を担当していたが、資金難のため規模縮小して建てることになり、小田能清市役所技師の案が採用されることになった。1935年4月着工、1936年4月竣工、施工は藤田組（現フジタ）。L字型の東館と西館と2つの建物からなり、地上4階地下1階建のRC造、東館に市内を一望できる展望台を備えていた。
1945年8月6日、広島市への原子爆弾投下。ここは爆心地から260m離れたところに位置し、ほぼ真上から原爆の影響を受けている。外郭は残ったものの、屋根は壊れ、1階の床は30センチメートルほど凹んでいる。内部は1階の一部を残して全焼し、当時働いていた28人の職員は全員死亡した。
現在、アメリカ軍や日本映画社や民間人が撮影した被爆後の爆心地周辺の空中写真が多く残っているが、それらはここの展望台から撮影されたものである。
戦後1946年、応急処置が完了した。1948年、荒廃した広島で新たな観光施設として「原爆記念保存物」として指定され、国外からの観光客の多くがここを訪れた。その後も補修され使われていたが、老朽化により同地にビルを建て替えることになったことから、1964年に解体された。

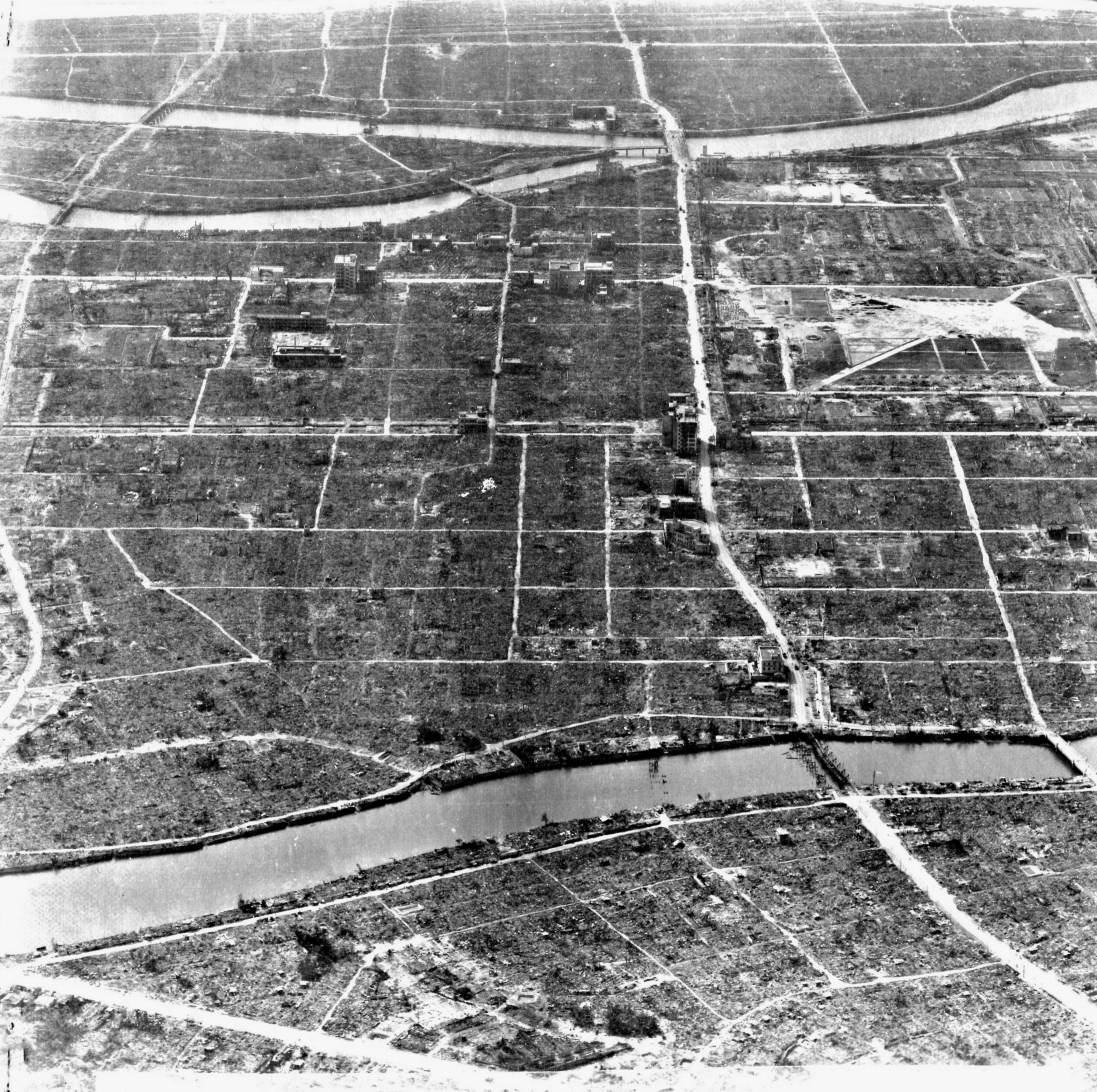
1945年8月市内中心部。遠方に相生橋と商工会議所が見える。
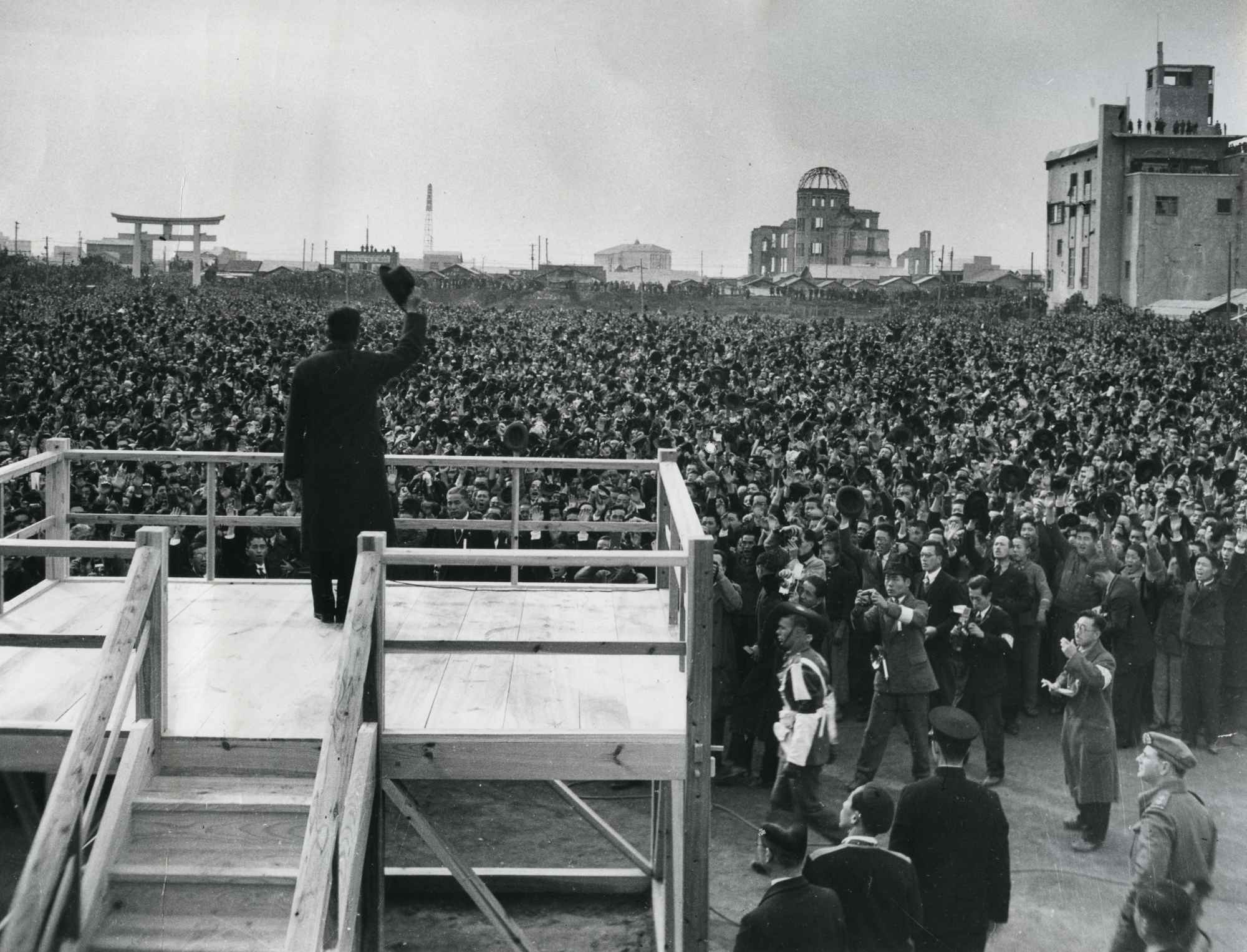
1947年旧広島護国神社境内で行われた昭和天皇の全国巡幸。右端の建物が旧商工会議所。

### 四代目（現在）
1965年10月1日、広島商工会議所ビルディングが竣工。1967年第8回BCS賞を受賞。広島の建物で初めて、アースドリル工法の杭基礎や外壁にカーテンウォールが採用され、原爆ドームに近いことから細心の注意を払って工事が行われた。
2008年8月、旧市民球場跡地再開発計画が発表され、広島平和記念公園・原爆ドーム・広島市中央公園（旧市民球場）の利便性の抜本的な見直しが提案された。その中で原爆ドームが世界遺産に登録されて以降その周辺の景観性が重視されだしたことから、本所の移転が検討されるようになった。2013年春に移転・新築する方向で進めていたが、2011年5月27日広島市が旧市民球場跡地の利用計画の見直しを表明したため計画も延期すると発表した。

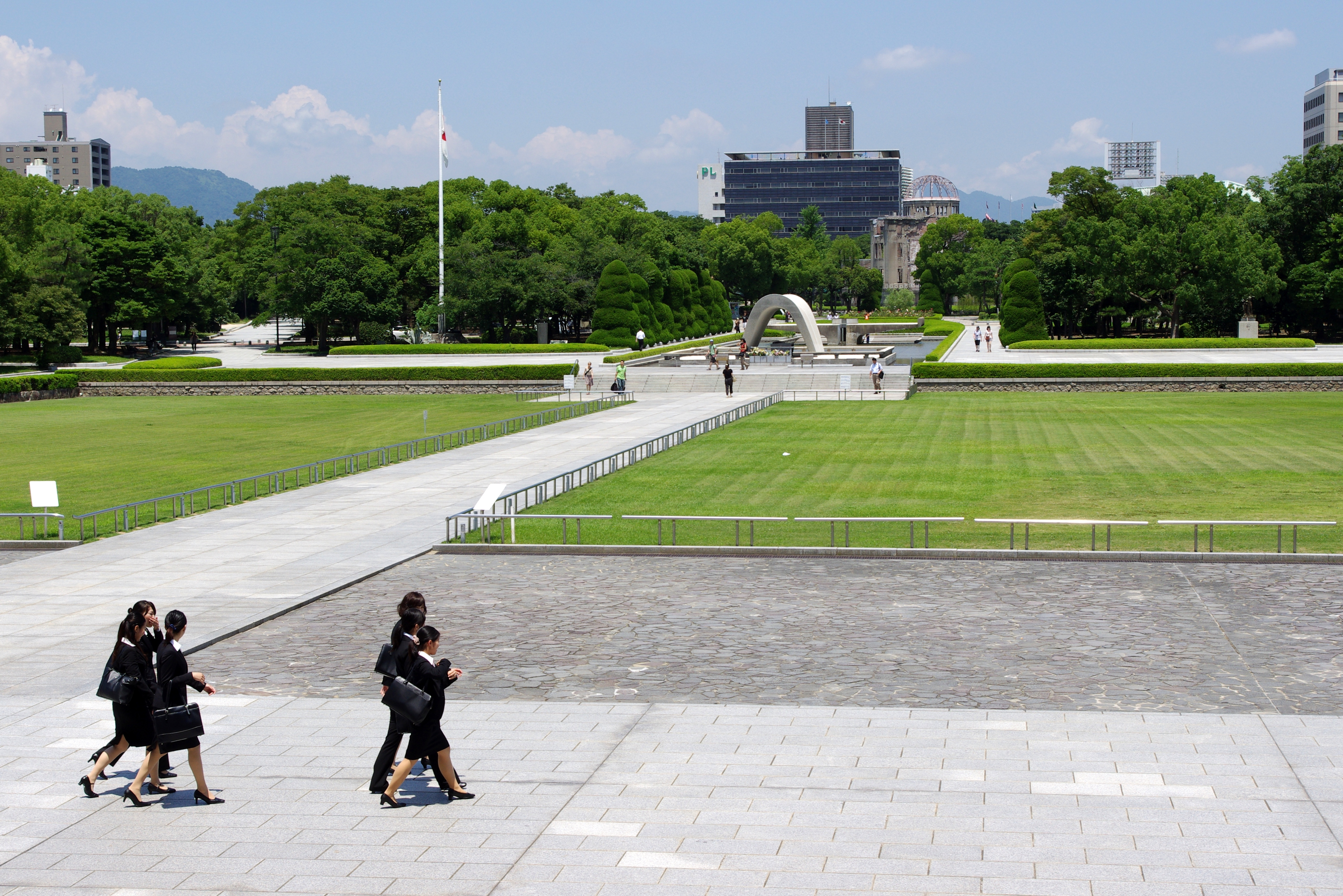
平和公園から見える商工会議所。
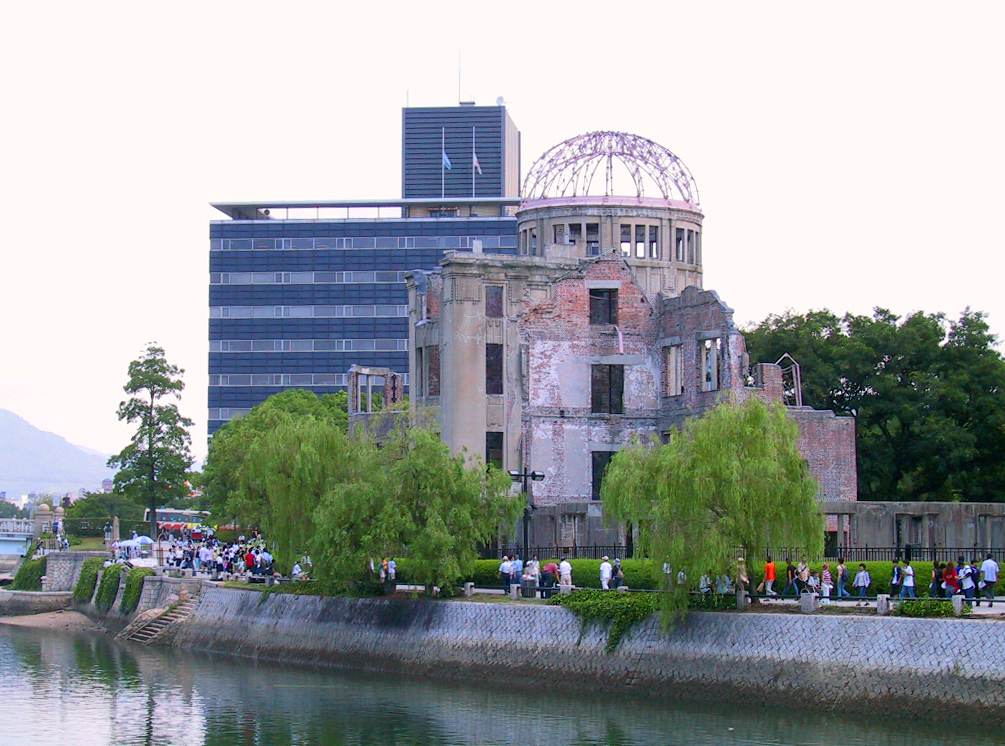
原爆ドームと商工会議所。
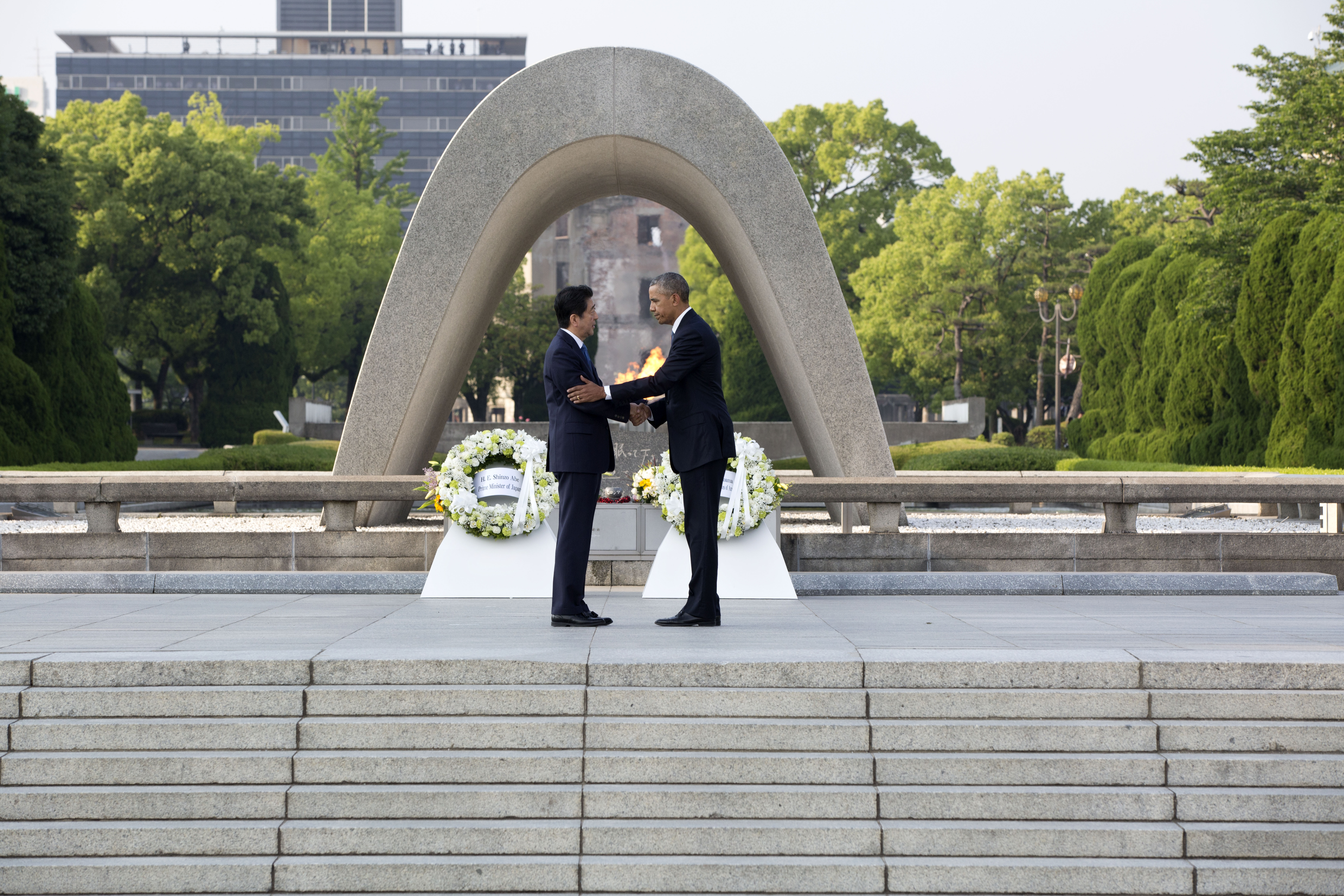
2016年バラク・オバマの広島訪問
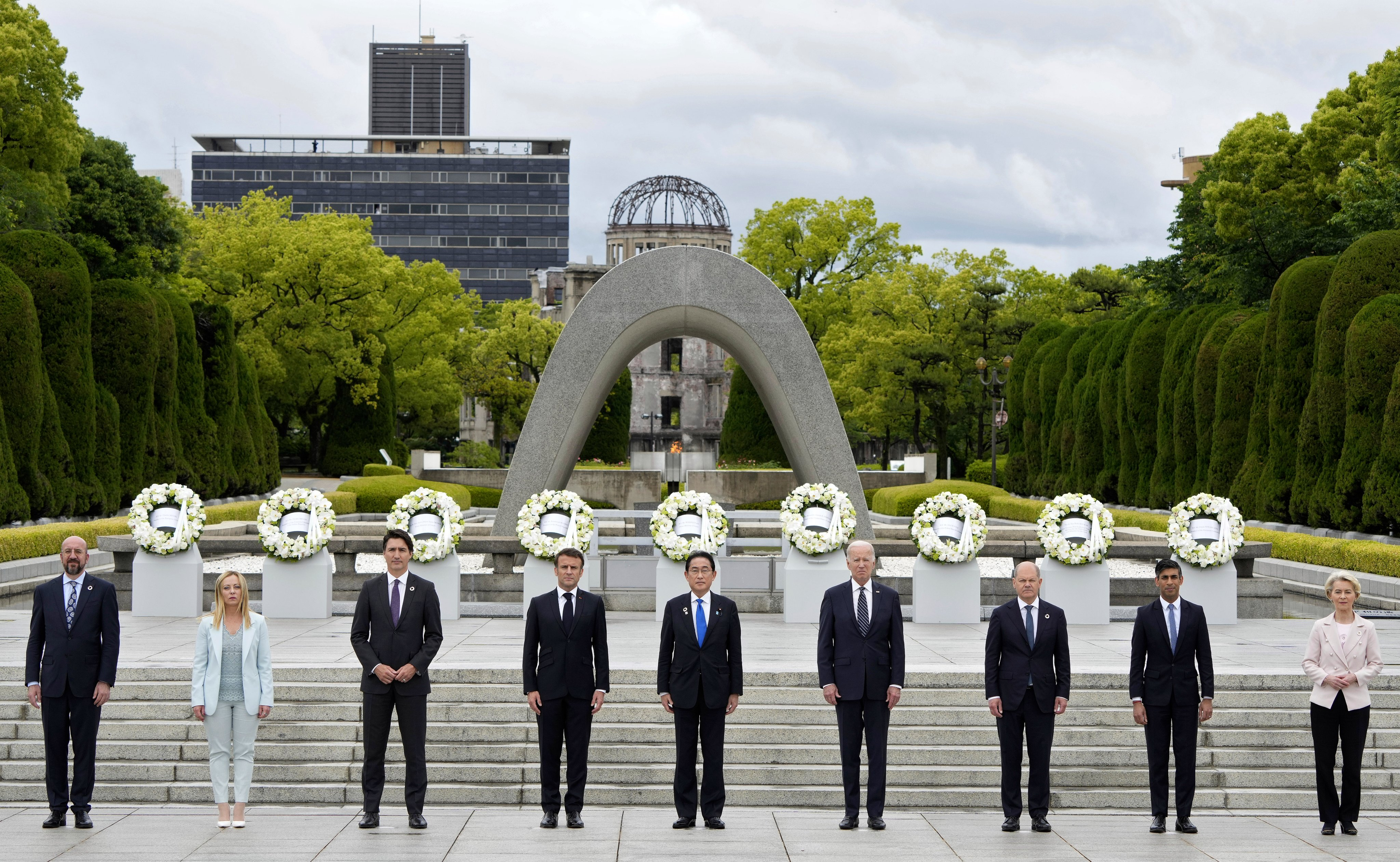
2023年G7広島サミット

### 五代目（予定）
2018年、広島市側は市営基町駐車場に本所の移転・建替を提案、これに対して商工会議所側は承認した。ここから市・朝日新聞社・中国電力ネットワーク・朝日ビルディングを地権者とする「基町相生通地区市街地再開発事業」が始まる。2021年、商工会議所が所有する四代目の本所ビル敷地と市が所有する市営基町駐車場敷地との財産交換が締結され、あわせて基町相生通地区市街地再開発事業に商工会議所が権利者として加わることになった。
2023年12月14日には駐車場の解体工事が始まり、2024年9月30日には建物の起工式が行われた。
高層ビルを中心とした大規模複合施設で低層部の一角に本所が入る。2027年に完成予定。

## 参考資料
- “広島商工会議所中期行動計画（本報告）” (PDF).   広島商工会議所 (2009年7月). 2012年5月6日閲覧。
- “BCS賞受賞作品”.   日本建設業連合会. 2012年5月6日閲覧。
- “広島県商工経済会”.   広島の原爆遺跡と碑. 2012年5月6日閲覧。
- 広島商工会議所『広島商工会議所五十年史』1941年。2014年6月26日閲覧。